# 오냐테

돈 후안 데 오냐테 · 살라자 (Don Juan de Oñate Salazar , 1550년 - 1626년)는 누에바에스파냐(뉴스페인) 출신의 정복자, 탐험가였고 지금의 뉴멕시코주 지역에 산타페 데 누에 멕시코(영어로 번역하면: Santa Fe of New Mexico)를 세우고 총독이 되었던 사람이다. 그는 스페인 원정팀을 이끌고 미국의 대초원(콜로라도 동부, 캔자스, 오클라호마, 택사스 북부)지역과 콜로라도강 하류지역을 탐험했다.
오늘날 오냐테는 1599년 아코마 푸에블로 인디언 원주민 대학살의 주인공으로 알려져 있다.
1598년 10월 오냐테 점령군이 아코마 푸에블로 원주민에게 식량을 징수하고자했다. 겨울을 넘기려고 비축한 식량을 지키려고 한 아코마 원주민들이 저항했고 오냐테의 조카를 포함한 13 명의 점령군 대원이 살해되는 사건이 일어났다. 이듬해 오냐테는 이 사건의 보복으로 아코마 푸에블로를 침공해서 800 명의 아코마 푸에블로 원주민을 살해했고, 살아남은 500 명을 노예로 삼았다. 살아남은 25 세 이상 남성 80 명은 한쪽 다리의 발목을 절단하는 잔인한 보복을 했다.
1606년 오냐테는 그의 잔인한 사건이 누에바에스파냐의 정부에 알려져서 멕시코로 소환 되었다. 재판에서 아코마 푸에블로 인디언에게 "과잉 무력"을 사용한 이유로 유죄 판결을 받았고 누에 멕시코에서는 추방되었다. 후일 오냐 테는 스페인으로 건너가 광산 감독관으로 임명되어 일하다가 1626년 세비야에서 사망했다.
오늘날 오냐테는 뉴멕시코 역사에서 논란의 인물로 남아 있다 오냐테는 "마지막 정복자”라고하는 탐험 업적과 뉴멕시코에 스페인사람을 이주시킨 개척자로서 일부 앵글로 계 미국인과 스페인계 미국인의 존경을 받고 있지만, 아코마 푸에블로 원주민에 대한 잔혹한 처사를 비판하는 사람도 많다.
뉴멕시코주 에스파뇰라 북쪽 알칼데에는 오냐테 모뉴먼트가 있는데 이곳에 오냐테의 동상이 세워저 있다. 오냐테 정복자가 뉴멕시코를 정복한 400주년이 되는 1998년 축하기간에 마추어 누군가가 오냐테 동상의 오른쪽 발목을 잘라내고 “'Fair is fair "(이제 공평하다)라는 낙서를 남긴 사건이 있었다. 2006년 텍사스주 엘파소에 오냐테의 대형 승마상이 세워질때에도 상당한 논란이 일었다.
흑인 조지 플로이드 사망이후 인종차별 관련 동상을 철거하라는 요구가 나오고 있어서 2020년 6월 15일 뉴멕시코주 알칼데에 있는 오냐테 동상은 임시로 철거했다.
알버커키 박물관 앞에 세워진 오냐테 동상도 동상을 철거하려는 시위대와 보호하려는 단체사이에 총격으로 번지는 사건이 발생하여 당국에서는 동상을 일단 철거했다.

### 미국 최초의 감사예배
오냐테는 1595년 스페인 왕 펠리페2세가 임명한 뉴스페인의 총독 루이스 데 벨라스코로부터 리오그란데 강 유역을 식민지화 하라는 명을 받았다. 1598년 오냐테는 탐험을 시작하여 4월 말 지금의 엘파소와 시우다드 후아레스 지역에 와서 이곳이름을 엘파소 델 놀테라고 이름지었다. 4월30일 지금의 엘파소 남쪽 산엘리자리오 근처에서 감사의 예배(미사)를 드렸다. 미국대륙에서 최초의 추수감사예배로 알려진 1621년 청교도들이 플리머스에서 드린 추수감사예배보다 23년 앞섯던 것이다.
감사의 주제는 치와와 사막을 50여일을 걸쳐서 횡단해 올라오면서 물이 떨어저 죽음 직전에 처했을 때 리오그란데 강을 만나서 살게 된 기적적인 구원의 감사였다. 오냐테는 감사의 미사를 드린 후 군인 129명, 프란치스코 수도사 10명, 정착민 300여명, 마차 83개, 소 7000여 마리로 구성된 카라반을 이끌고 리오 그란데 강을 건너 뉴멕시코 정복길을 나섯다.
이러한 엘파소의 역사적 배경을 잘 나타낼 수 있는 오냐테 동상을 세우기로 하고 10년의 기간과 2백만불의 비용을 들여 세계 최대의 36피트 높이의 동상을 2006년 엘파소 국제공항 앞에 세웠다. 동상의 이름은 원래 “돈 후안 데 오냐테” 이였으나 오냐테가 아코마 인디언을 학살한 사실때문에 동상건립을 반대하는 여론이 거세어지자 타협안으로 "The Equestrian" “승마”라는 보통 명사로 동상 이름을 바꾸었다. 그럼에도 불구하고 계속 동상을 철거해야 된다는 여론은 종식되지 않고 동상을 훼손시키는 사건도 계속 일어나고 있어서 이 동상은 지금까지 논란의 대상이 되고있다.